# Pivio e Aldo De Scalzi
Roberto Pischiutta (Genova, 7 giugno 1958) e 
  Aldo De Scalzi (Genova, 23 gennaio 1957), generalmente noti come Pivio e Aldo De Scalzi, sono due compositori di colonne sonore cinematografiche italiani.
I due non sono parenti: Pivio è il nome d'arte di Roberto Pischiutta, già membro del gruppo new wave Scortilla, mentre Aldo De Scalzi, già membro dal 1976 del gruppo progressive Picchio dal Pozzo, è il fratello di Vittorio De Scalzi, fondatore dei New Trolls. Lo stesso Aldo ha collaborato più volte coi New Trolls, scrivendo per loro alcuni brani, tra cui Faccia di Cane, in competizione a Sanremo 1985.
Nel 1973 Aldo e Vittorio hanno fondato con il padre Gianni il loro studio di registrazione, lo Studio G, e le etichette Magma  e Grog Records, creando le condizioni per la crescita di gran parte del movimento prog genovese (New Trolls, Picchio dal Pozzo, Alphataurus, Pholas Dactylus, Latte e Miele, Mandillo, Celeste, Sigillo di Horus).
Pivio ha fondato nel 1979 con Marco Odino il gruppo new wave Scortilla, di cui si ricorda la hit Fahrenheit 451, con la quale la band partecipò al Festivalbar del 1984. Dopo essersi laureato in Ingegneria Elettronica all'Università di Genova con una tesi di Informatica musicale, Pivio si è trasferito a Roma verso la fine degli anni '80.
Insieme ad Aldo De Scalzi, ha dato vita a un sodalizio artistico sviluppatosi soprattutto nel campo della musica per film con all'attivo più di 200 colonne sonore a partire da quella composta nel 1997 per Il bagno turco di Ferzan Özpetek.
I due musicisti nel 1995 hanno formato il marchio Trancendental, con cui compongono musiche in cui incrociando ritmi del Maghreb e del Medio Oriente e la sperimentazione elettronica figlia del progressive rock.
Hanno composto tra le altre le colonne sonore delle serie tv Distretto di Polizia e L'ispettore Coliandro, quest'ultima diretta dai Manetti Bros. con cui hanno collaborato assiduamente. Tra i film nati da questa collaborazione: Piano 17, L'arrivo di Wang, Paura 3D, Song'e Napule per le cui musiche vincono nel 2014, tra gli altri, il David di Donatello, il Nastro d'argento e il Globo d'oro, il musical Ammore e malavita che è valso loro due David di Donatello nel 2018 per il miglior musicista e la miglior canzone originale, due Nastri d'argento per il miglior musicista e la miglior canzone originale, due Ciak d'oro nel 2018 per il miglior musicista e la miglior canzone originale, il Soundtrack Stars Award alla Mostra del Cinema di Venezia del 2017, il BiFest Award, l'Rdc Award, la Ciliegia d'Oro e il Premio Chioma di Berenice, e la trilogia dedicata al personaggio di Diabolik (Diabolik, Ginko all'attacco e Diabolik Chi sei).
Nel 2004 hanno fondato l'etichetta discografica I dischi dell'espleta e le edizioni musicali Crêuza.

## Il sodalizio
L'amicizia tra Pivio e Aldo De Scalzi è nata nel corso dei primi anni '80, quando Aldo ha svolto le mansioni di fonico di sala in occasione di alcuni concerti degli Scortilla. In seguito, Aldo (con Danilo Madonia, poi arrangiatore – tra gli altri – anche di Renato Zero) ha prodotto Fahrenheit 451, il disco della band pubblicato con la Warner.
Il duo Pivio & Aldo De Scalzi nasce ufficialmente nel 1991 con il disco Maccaia (gergo genovese per “afa estiva”), cui segue nel 1995 Mirag, dove emergono quegli influssi mediorientali da sempre al centro delle ricerche musicali dei due e ancora più evidenti nel successivo lavoro, Deposizione (1995, firmato con il nome di Trancendental), che rilegge queste suggestioni in un contesto che comprende le influenze di entrambi i musicisti: il progressive e la new wave.

## Le colonne sonore
Quando il CD di Pivio e Aldo De Scalzi Deposizione capita tra le mani di Marco Risi e Francesca D’Aloja, questi decidono di coinvolgere i due musicisti in un progetto cinematografico: Il bagno turco (Hamam, 1997), lungometraggio d'esordio di Ferzan Özpetek. Pivio e Aldo De Scalzi compongono così, in dodici giorni, la loro prima colonna sonora, optando per sonorità ispirate dalla musica turca, al tempo stesso moderne ma anche molto antiche (scelta che era già alla base di Deposizione).
Nel 1997 Il bagno turco viene selezionato alla Quinzaine des Réalisateurs del 50º Festival di Cannes, dove riscuote l'attenzione di pubblico e critica. Distribuito nelle sale da Filmauro il film resta in programmazione per oltre 3 mesi, mentre il disco, distribuito da CNI, vende più di 300 000 copie. È l'inizio, per i due, di una lunga carriera come compositori per il cinema, che comprende, tra le altre, le musiche per i lungometraggi Ormai è fatta!, I giardini dell'Eden, Harem Suare, Casomai, El Alamein - La linea del fuoco, Piano 17, Complici del silenzio, Si può fare, La peggior settimana della mia vita, Razzabastarda e per le serie televisive Distretto di Polizia, L'ispettore Coliandro e Medicina generale.
I due compositori hanno collaborato assiduamente con i Manetti Bros., tra le colonne sonore più significative di questo sodalizio: Piano 17, L'ispettore Coliandro, L'arrivo di Wang, Paura 3D, Song'e Napule, il musical Ammore e malavita presentato in concorso ufficiale alla Mostra del Cinema di Venezia 2017 e la trilogia dedicata al personaggio di Diabolik: Diabolik nel 2021, Diabolik - Ginko all'attacco nel 2022 e Diabolik Chi sei nel 2023. A questo sodalizio con i due registi vanno iscritti alcuni dei premi più rapprentativi per la coppia di compositori: 3 David di Donatello, 3 Nastri d'argento (ed altri).

## Colonne sonore

### Pivio e Aldo De Scalzi

#### Cinema
- Il bagno turco (Hamam), regia di Ferzan Özpetek (1997)
- Viola bacia tutti, regia di Giovanni Veronesi (1998)
- Elvjs e Merilijn, regia di Armando Manni (1998)
- Le faremo tanto male, regia di Pino Quartullo (1998)
- L'odore della notte, regia di Claudio Caligari (1998)
- I giardini dell'Eden, regia di Alessandro D'Alatri (1998)
- La seconda moglie, regia di Ugo Chiti (1998)
- I fobici, regia di Giancarlo Scarchilli (1999)
- Ormai è fatta!, regia di Enzo Monteleone (1999)
- Harem Suare, regia di Ferzan Özpetek (1999)
- I fetentoni, regia di Alessandro Di Robilant (1999)
- Nella terra di nessuno, regia di Gianfranco Giagni (2001)
- Lupo mannaro, regia di Antonio Tibaldi (2001)
- Se fossi in te, regia di Giulio Manfredonia (2001)
- Amorestremo, regia di Maria Martinelli (2001)
- Blek Giek, regia di Enrico Caria (2001)
- Casomai, regia di Alessandro D'Alatri (2002)
- El Alamein - La linea del fuoco, regia di Enzo Monteleone (2002)
- Turno di notte, regia di Carmen Giardina (2003)
- Uncut - Member Only, regia di Gionata Zarantonello (2003)
- Per sempre, regia di Alessandro Di Robilant (2003)
- Tre giorni d'anarchia, regia di Vito Zagarrio (2004)
- La persona De Leo N., regia di Alberto Vendemmiati (2005)
- Junun, regia di Fadhel Jaïbi (2006)
- Piano 17, regia dei Manetti Bros. (2006)
- 7 km da Gerusalemme, regia di Claudio Malaponti (2006)
- Il mercante di pietre, regia di Renzo Martinelli (2006)
- Vedi Napoli e poi muori, regia di Enrico Caria (2006)
- Maradona - La mano de Dios, regia di Marco Risi (2007)
- Last Minute Marocco, regia di Francesco Falaschi (2007)
- Dark Resurrection, regia di Angelo Licata (2007)
- Carnera - The Walking Mountain, regia di Renzo Martinelli (2007)
- Il mattino ha l'oro in bocca, regia di Francesco Patierno (2008)
- Si può fare, regia di Giulio Manfredonia (2008)
- 1937, regia di Francesco Carrozzini e Giacomo Gatti – cortometraggio (2008)
- Complici del silenzio, regia di Stefano Incerti (2009)
- Barbarossa, regia di Renzo Martinelli (2009)
- Hollywood sul Tevere, regia di Marco Spagnoli – documentario (2009)
- Cavie, regia dei Manetti Bros. (2010)
- Questo mondo è per te, regia di Francesco Falaschi (2011)
- Qualunquemente, regia di Giulio Manfredonia - solo parzialmente 2011)
- C'è chi dice no, regia di Giambattista Avellino (2011)
- L'era legale, regia di Enrico Caria (2011)
- Mia (film), regia di Fulvio Ottaviano (2011)
- Hollywood Invasion, regia di Marco Spagnoli – documentario, 2011)
- Box Office 3D - Il film dei film, regia di Ezio Greggio (2011)
- La peggior settimana della mia vita, regia di Alessandro Genovesi (2011)
- Diversamente giovane, regia di Marco Spagnoli – documentario (2011)
- Seven footprints to Satan, regia di Benjamin Christensen - rimusicazione (2011)
- L'arrivo di Wang, regia dei Manetti Bros. (2012)
- The Butterfly Room - La stanza delle farfalle, regia di Gionata Zarantonello (2012)
- All'ultima spiaggia, regia di Gianluca Ansanelli (2012)
- Giuliano Montaldo - Quattro volte vent'anni, regia di Marco Spagnoli – documentario (2012)
- Il peggior Natale della mia vita, regia di Alessandro Genovesi (2012)
- Razzabastarda, regia di Alessandro Gassmann (2012)
- Anna Magnani a Hollywood, regia di Marco Spagnoli – documentario (2013)
- Essere Riccardo... e gli altri, regia di Giancarlo Scarchilli – documentario (2013)
- Monk with a camera, regia di Guido Santi e Tina Mascara – documentario (2013)
- Amori elementari, regia di Sergio Basso (2013)
- Song'e Napule, regia dei Manetti Bros. (2013)
- Eppideis, regia di Matteo Andreolli (2014)
- Le frise ignoranti, regia di Antonello De Leo e Pietro Loprieno (2015)
- Torn - Strappati, regia di Alessandro Gassmann – documentario (2015)
- Game Therapy, regia di Ryan Travis (2015)
- Ustica, regia di Renzo Martinelli (2016)
- L'uomo che non cambiò la storia, regia di Enrico Caria – documentario (2016)
- The Long March, regia di Sergio Basso – documentario (2016)
- The Startup, regia di Alessandro D'Alatri (2017)
- Suonare il cinema, regia di Matteo Malatesta – documentario (2017)
- Ammore e malavita, regia dei Manetti Bros. (2017)
- Il tuttofare, regia di Valerio Attanasio (2018)
- La banalità del crimine, regia di Igor Maltagliati (2018)
- Favola, regia di Sebastiano Mauri (2018)
- Un'avventura, regia di Marco Danieli (2019)
- Restiamo amici, regia di Antonello Grimaldi (2019)
- Tell Me Who I Am, regia di Sergio Basso (2020)
- Non odiare, regia di Mauro Mancini (2020)
- Il silenzio grande, regia di Alessandro Gassmann (2021)
- Diabolik, regia dei Manetti Bros. (2021)
- Belli ciao, regia di Gennaro Nunziante (2022)
- Il filo invisibile, regia di Marco Simon Puccioni (2022)
- Io & Spotty, regia di Cosimo Gomez (2022)
- Diabolik - Ginko all'attacco!, regia dei Manetti Bros. (2022)
- L'ultima volta che siamo stati bambini, regia di Claudio Bisio (2023)
- Diabolik - Diabolik chi sei, regia dei Manetti Bros. (2023)
- La casa di tutti, regia dei Manetti Bros. (2024)
- Piena di grazia, regia di Andree Lucini (2024)
- Musicanti con la pianola, regia di Matteo Malatesta (2024)
- US Palmese, regia di Manetti Bros. (2025)
- Ho visto un re, regia di Giorgia Farina (2025)
- Nottefonda, regia di Giuseppe Miale Di Mauro (2025)

#### Televisione
- La voce del sangue, regia di Alessandro Di Robilant – miniserie TV (2000)
- Distretto di Polizia – serie TV, 282 episodi (2000-2012)
- Per amore, regia di Peter Exacoustos e Carmela Cicinnati – miniserie TV (2002)
- Questo amore, regia di Luca Manfredi – miniserie TV (2004)
- Noi, regia di Peter Exacoustos – miniserie TV (2004)
- Il tunnel della libertà, regia di Enzo Monteleone – miniserie TV (2004)
- Vendetta cinese - L'ispettore Coliandro 1, regia dei Manetti Bros. – film TV (2005)
- Magia nera - L'ispettore Coliandro 1, regia dei Manetti Bros. – film TV (2005)
- In trappola - L'ispettore Coliandro 1, regia dei Manetti Bros. – film TV (2005)
- Il giorno del lupo - L'ispettore Coliandro 1, regia dei Manetti Bros. – film TV (2004)
- Ho sposato un calciatore, regia di Stefano Sollima – miniserie TV (2005)
- Il giudice Mastrangelo – serie TV, 10 episodi (2005-2007)
- 1200° - La verità in fondo al tunnel (Der Todestunnel - Nur die Wahrheit zählt), regia di Dominique Othenin-Girard – film TV (2005)
- Morte di un confidente, regia dei Manetti Bros. – film TV (2006)
- Rapidamente, regia dei Manetti Bros. – film TV (2006)
- Il bambino e la befana, regia dei Manetti Bros. – film TV (2006)
- L'uomo della carità - Don Luigi Di Liegro, regia di Alessandro Di Robilant – miniserie TV (2007)
- Medicina generale – serie TV, 39 episodi (2005-2007)
- Il coraggio di Angela, regia di Luciano Manuzzi – miniserie TV (2008)
- Anna e i cinque – serie TV, 6 episodi (2008)
- Sesso e segreti - L'ispettore Coliandro 2, regia dei Manetti Bros. – film TV (2008)
- Doppia rapina - L'ispettore Coliandro 2, regia dei Manetti Bros. – film TV (2008)
- La pistola - L'ispettore Coliandro 2, regia dei Manetti Bros. – film TV (2008)
- Mai rubare a casa dei ladri - L'ispettore Coliandro 2, regia dei Manetti Bros. – film TV (2008)
- Moana, regia di Alfredo Peyretti – miniserie TV (2009)
- Cous cous alla bolognese - L'ispettore Coliandro 3, regia dei Manetti Bros. – film TV (2009)
- Sempre avanti - L'ispettore Coliandro 3, regia dei Manetti Bros. – film TV (2009)
- Sangue in facoltà - L'ispettore Coliandro 3, regia dei Manetti Bros. – film TV (2009)
- Il sospetto - L'ispettore Coliandro 3, regia dei Manetti Bros. – film TV (2009)
- Un caso di coscienza – serie TV, 6 episodi (2009-2010)
- I delitti del cuoco – serie TV, 11 episodi (2010)
- Anomalia 21 - L'ispettore Coliandro 4, regia dei Manetti Bros. – film TV (2010)
- 666 - L'ispettore Coliandro 4, regia dei Manetti Bros. – film TV (2010)
- L'infiltrato (L'infiltré), regia di Giacomo Battiato – film TV (2011)
- Un Natale per due, regia di Giambattista Avellino – film TV (2011)
- Walter Chiari - Fino all'ultima risata, regia di Enzo Monteleone – miniserie TV (2012)
- Un Natale con i fiocchi, regia di Giambattista Avellino – film TV (2012)
- Rex, regia dei Manetti Bros. (2014-2015)
- L'angelo di Sarajevo, regia di Enzo Monteleone – miniserie TV (2015)
- Max e Hélène, regia di Giacomo Battiato – film TV (2015)
- Io non mi arrendo, regia di Enzo Monteleone – miniserie TV (2016)
- Tassista notturno - L'ispettore Coliandro 5, regia dei Manetti Bros. – film TV (2016)
- Doppia identità - L'ispettore Coliandro 5, regia dei Manetti Bros. – film TV (2016)
- Salsa e merengue - L'ispettore Coliandro 5, regia dei Manetti Bros. – film TV (2016)
- Testimone da proteggere - L'ispettore Coliandro 5, regia dei Manetti Bros. – film TV (2016)
- Black Mamba - L'ispettore Coliandro 5, regia dei Manetti Bros. – film TV (2016)
- Fuoco amico TF45 - Eroe per amore, regia di Beniamino Catena – miniserie TV (2016)
- Mortal combat - L'ispettore Coliandro 6, regia dei Manetti Bros. – film TV (2017)
- Partita speciale - L'ispettore Coliandro 6, regia dei Manetti Bros. – film TV (2017)
- Il team - L'ispettore Coliandro 6, regia dei Manetti Bros. – film TV (2017)
- Corri, Coliandro, Corri - L'ispettore Coliandro 6, regia dei Manetti Bros. – film TV (2017)
- Smartphone - L'ispettore Coliandro 6, regia dei Manetti Bros. – film TV (2017)
- La fine del mondo - L'ispettore Coliandro 6, regia dei Manetti Bros. – film TV (2017)
- Tutto il mondo è paese, regia di Giulio Manfredonia – miniserie TV (2018)
- Duisburg - Linea di sangue, regia di Enzo Monteleone – film TV (2018)
- Yakuza - L'ispettore Coliandro 7, regia dei Manetti Bros. – film TV (2018)
- Serial Killer - L'ispettore Coliandro 7, regia dei Manetti Bros. – film TV (2018)
- Vai col liscio - L'ispettore Coliandro 7, regia dei Manetti Bros. – film TV (2018)
- Caccia grossa - L'ispettore Coliandro 7, regia dei Manetti Bros. – film TV (2018)
- La Dottoressa Giò, regia di Antonello Grimaldi – miniserie TV (2019)
- Illuminate 2, registi vari (2019)
- Storia di Nilde, regia di Emanuele Imbucci (2020)
- Illuminate 3, registi vari (2020)
- Masantonio - Sezione scomparsi, regia di Fabio Mollo ed Enrico Rosati (2021)
- Il fantasma - L'ispettore Coliandro 8, regia dei Manetti Bros. (2021)
- Intrigo maltese - L'ispettore Coliandro 8, regia dei Manetti Bros. – film TV (2021)
- Tesoro nascosto - L'ispettore Coliandro 8, regia dei Manetti Bros. – film TV (2021)
- Kabir Bedi - L'ispettore Coliandro 8, regia dei Manetti Bros. – film TV (2021)
- Questi fantasmi!, regia di Alessandro Gassmann – film TV (2024)

### Pivio (singolarmente)
- Cold ground, regia di Guido Santi (1996)
- Non dire gatto, regia di Giorgio Tirabassi (2001)
- Il bastardo e l'handicappato, regia di Giampaolo Morelli (2005)
- Sleeping Around, regia di Marco Carniti - con Danilo Madonia (2007)
- Il caso Carretta, regia dei Manetti Bros. (2010)
- Paura, regia dei Manetti Bros. (2012)
- It's Fine Anyway, regia di Marcello Saurino e Pivio (2016)
- The Wisdom Tooth, regia di Gregorio Sassoli (2019)
- Il caso Braibanti, regia di Carmen Giardina e Massimiliano Palmese (2020)
- Nothin' at All, regia di Matteo Malatesta (2021)
- B-Movie, regia di Matteo Malatesta (2022)

## Teatro
- K2, di Patrick Meyers, regia di Edoardo Erba (1999)
- Junun, di Fadhel Jaïbi, regia di Fadhel Jaïbi (2001)
- La forza dell'abitudine, di Thomas Bernhard, regia di Alessandro Gassmann (2002)
- Le crociate viste dagli arabi, di Amin Maalouf, regia di Consuelo Barilari (2003)
- Infernetto, regia di Giorgio Tirabassi e Loredana Scaramella (2004)
- Corps otages, di Fadhel Jaïbi, regia di Fadhel Jaïbi (2006)
- La parola ai giurati, di Reginald Rose, regia di Alessandro Gassmann (2007)
- God save the punk, regia di Carmen Giardina (2008)
- L'ebreo, di Gianni Clementi, regia di Enrico Maria Lamanna (2010)
- Roman e il suo cucciolo, di Reinaldo Povod, regia di Alessandro Gassmann (2010)
- Immanuel Kant, di Thomas Bernhard, regia di Alessandro Gassmann (2010)
- Riccardo III, di William Shakespeare, regia di Alessandro Gassmann (2013)
- 7 minuti, di Stefano Massini, regia di Alessandro Gassmann (2014)
- Qualcuno volò sul nido del cuculo, di Dale Wasserman, tratto dall'omonimo romanzo di Ken Kesey, regia di Alessandro Gassmann (2015)
- La pazza della porta accanto, di Claudio Fava, regia di Alessandro Gassmann (2015)
- Fronte del porto, di Claudio Fava, regia di Alessandro Gassmann (2018)
- Il silenzio grande, di Maurizio De Giovanni, regia di Alessandro Gassmann (2019)
- After the End, di Dennis Kelly, regia di Marco Simon Puccioni (2020)
- Racconti disumani, di Franz Kafka, regia di Alessandro Gassmann (2022)

## Discografia parziale

### Pivio & Aldo De Scalzi
Come “De Scalzi Bros”
- Il grande cuore della Sud  (1991)
- Maccaia (1991)
- Mirag (1995)
- Cold Ground (1996)
- Viola bacia tutti (1998)
- Le faremo tanto male (1998)
- La seconda moglie (1998)
- L'odore della notte (1998)
- K2 (1999)
- Ormai è fatta (1999)
- Harem Suare (1999)
- I fetentoni (1999)
- Nella terra di nessuno (2001)
- Se fossi in te (2001)
- Distretto di polizia (2001)
- Amorestremo (2001)
- Blek Giek (2002)
- Casomai (2002)
- El Alamein - La linea del fuoco (2002)
- Distretto di polizia 2-3 (2003)
- Per sempre (2003)
- Noi – Per amore (2004)
- Il tunnel della libertà (2005)
- La persona De Leo N. (2005)
- Piano 17  (2005)
- Il giudice Mastrangelo (2006)
- L'ispettore Coliandro (2006)
- La forza dell'abitudine (2006)
- 1200° (2006)
- Il mercante di pietre (2006)
- Distretto di polizia 4-5-6 (2006)
- Crimini (2006)
- Maradona - La mano de Dios (2007)
- Last minute Marocco (2007)
- 7 km da Gerusalemme (2007)
- Medicina generale (2007)
- La parola ai giurati (2007)
- Il mattino ha l'oro in bocca (2008)
- Carnera - The Walking Mountain (2008)
- Si può fare (2008)
- Complici del silenzio (2009)
- Hollywood sul Tevere (2009)
- Barbarossa (2009)
- Cavie (2009)
- Moana] (2009)
- L'ebreo (2010)
- Roman e il suo cucciolo (2010)
- Lost+Found Vol.1: 3 giorni di anarchia+Uncut (2010)
- L'ispettore Coliandro: Nuovi brani ... (2010)
- L'infiltré (2011)
- A wild awakening (2011)
- Questo mondo è per te (2011)
- L'arrivo di Wang (2011)
- Hollywood invasion (2011)
- L'era legale (2011)
- The butterffly room (2012)
- Rejected Zongz (2012)
- La peggior settimana della mia vita (2012)
- Un Natale x 2 (2012)
- Razzabastarda, promo CD [2012)
- Natale coi Fiocchi (2013)
- Razzabastarda (2013)
- Monk with a camera (2013)
- Rex (2014)
- Lost+Found Vol.3: Short Movies (2015)
- Le frise ignoranti (2015)
- Game therapy (2015)
- Noir songs (2015)
- L'ispettore Coliandro Vol. III (2016)
- Ustica (2016)
- The startup (2017)
- Suonare il cinema - DVD (2017)
- Ammore e malavita (2017)
- Il tuttofare (2018)
- La banalità del crimine (2018)
- Favola (2018)
- Tell me who I am + The chinese sketchbook (2020)
- Non odiare (2020)
- Masantonio (2021)
- Il silenzio grande (2021)
- Diabolik (2021)
- Il filo invisibile (2022)
- Spotty & Us (2022)
- L'ispettore Coliandro - the funky adventures (2022)
- Diabolik2 - Ginko all'attacco (2022)
- L'ultima volta che siamo stati bambini (2023) - solo digitale
- Diabolik3 - Diabolik chi sei (2023)
- Questi fantasmi! (2024)
- Ho visto un re (2025)
- Nottefonda (2025)

### Trancendental
- Deposizione (1995)
- Il bagno turco (1997)
- Rinascimento (1998)
- Elvjs e Meriljin (1998)
- I giardini dell'Eden (1998)
- Entrance (2013)
- Lost Tapes I: Outtakes (2013)
- Lost Tapes II: Live @ Villa Ada (2013)
- Lost Tapes III: Live @ Studio G / Teatro Palladium (2013)
- Lost Tapes IV: Reharsal @ OasiStudio (2013)

### Pivio
- Cold Ground OST (1996)
- Stupid world (2004)
- Lost+Found Vol.2: Un certo discorso (2010)
- Paura OST (2012)
- It's fine, anyway (2016)
- Lodging a scary low hero (2017)
- Muted Birthday single (2018)
- Mute (2019)
- Failed witness, live (2019)
- The wisdom tooth OST (2019)
- Il caso Braibanti OST (2020)
- Cryptomnesia (2020)
- Pycnoleptic (2023)
- Ugly covers (2023)
- Misophonia (2024)
- HELLo, HELLo (2025)

## Premi e nomination
- David di Donatello
  - Nomination: Miglior compositore 2022 per Diabolik
  - Nomination: Miglior compositore 2021 per Non odiare
  - Nomination: Miglior canzone originale 2021 per Non odiare
  - David di Donatello per il miglior musicista 2018 per Ammore e malavita
  - David di Donatello per la miglior canzone originale 2018 per Ammore e malavita
  - David di Donatello per il miglior musicista 2014 per Song'e Napule
  - Nomination: Migliore canzone originale 2013 per Razzabastarda
  - Nomination: Migliore Colonna Sonora Originale 2009 per Si può fare[14]
  - Nomination: Migliore Colonna Sonora Originale 2003 per Casomai
  - Nomination: Migliore Colonna Sonora Originale 2000 per Ormai è fatta!
- Nastro d'argento
  - Nomination: Miglior Colonna Sonora Originale 2024 per Diabolik - Chi sei ?
  - Nomination: Miglior Canzone Originale 2024 per Diabolik - Chi sei ?
  - Nomination: Miglior Colonna Sonora Originale 2023 per Diabolik - Ginko all'attacco
  - Nomination: Miglior Colonna Sonora Originale 2022 per Diabolik
  - Nomination: Miglior Colonna Sonora Originale 2022 per Il silenzio grande
  - Nomination: Miglior Colonna Sonora Originale 2021 per Non odiare
  - Nastro d'argento per il miglior musicista 2018 per Ammore e malavita
  - Nastro d'argento per la miglior canzone originale 2018 per Ammore e malavita
  - Nastro d'argento Migliore Canzone Originale 2015 per Le frise ignoranti
  - Nastro d'argento Migliore Colonna Sonora Originale 2014 per Song'e Napule
  - Nomination: Migliore Colonna Sonora Originale 2013 per Razzabastarda
  - Nomination: Migliore Colonna Sonora Originale 2009 per Complici del silenzio[14]
  - Nomination: Migliore Colonna Sonora Originale 2009 per Si può fare
  - Nomination: Migliore Colonna Sonora Originale 2007 per Maradona - La mano de Dios
  - Nomination: Migliore Colonna Sonora Originale 2007 per Piano 17
  - Nomination: Migliore Colonna Sonora Originale 2002 per Casomai
  - Nomination: Migliore Colonna Sonora Originale 1999 per Elvjs & Merilijn
  - Nomination: Migliore Colonna Sonora Originale 1997 per Il bagno turco
- Globo d'oro
  - Nomination Globo d'oro Miglior musica 2024 per Diabolik - chi sei ?
  - Nomination Globo d'oro Miglior musica 2018 per Ammore e malavita
  - Globo d'oro Miglior musica 2014 per Song'e Napule
  - Nomination Globo d'oro Miglior musica 2013 per Razzabastarda
  - Nomination Globo d'oro Miglior musica 2009 per Si può fare
  - Nomination Globo d'oro Miglior musica 1998 per Elvjs & Merilijn
  - Globo d'oro Miglior musica 1997 per Il bagno turco
- Bif&st
  - Premio Ennio Morricone per le migliori musiche 2018 per Ammore e malavita
  - Premio Ennio Morricone per le migliori musiche 2014 per Song'e Napule
- Ciak d'oro
  - Nomination: Migliore Colonna Sonora Originale 2023 per Diabolik chi sei ?
  - Nomination: Migliore Colonna Sonora Originale 2023 per Diabolik - Ginko all'attacco
  - Nomination: Migliore Colonna Sonora Originale 2021 per Il silenzio grande
  - Nomination: Migliore Canzone Originale 2021 per Non odiare
  - Migliore colonna sonora 2018 per Ammore e malavita[15]
  - Migliore canzone originale 2018 per Ammore e malavita
  - Nomination: Migliore Canzone 2013 per Razzabastarda
  - Nomination: Migliore Colonna Sonora Originale 2006 per Piano 17
  - Nomination: Migliore Colonna Sonora Originale 2000 per Harem suare